# 美國律師協會
美国律师協會（美國法曹協會；美國律師公會），缩写ABA，是美国全国自願性律師公會组织，于1878年8月12日在纽约薩拉托加泉成立，当时成立的目的主要是改善法学教育和从业管理标准以及为了一些娱乐活动。经过一个多世纪的发展，该協會已变成了一个全国性的律师组织，是世界上最大的法律职业组织，会员已超过四十一萬人，美國的律師人數則超過一百萬人。

## 职责
美国律师協會制定了律师与法官职业准则，组建了美国法律研究机构，创建了统一各州法律的委员会大会，创办了《美国律师協會杂志》，并负责全国范围内的会员的一些日常事务，但没有具体的管理职能。美国律师協會的主要事务是关于职业道德与责任、继续法学教育、法官选举、任期和补偿、律师的有关服务、法律帮助、职务惩戒以及大量的临时性的议案等方面。美国律师協會有一个主席委员会执行行政管理职能，并设有常务委员会处理協會的事务和活动。来自各州和大地区的律师協會的代表组成的代表议会是美国律师協會的政策制定机构。此外，美国律师協會还有一些不同类型的机构，如法官会议、法律学生部、青年律师部、老年律师部以及其他一些分支机构，大量的专业领域里的论坛委员会。